# Madhira
Madhira es una ciudad censal situada en el distrito de Khammam en el estado de Telangana (India). Su población es de 22716 habitantes (2011). Se encuentra a 230 km al este de Hyderabad, la capital del estado.

## Demografía
Según el censo de 2011 la población de Madhira era de 22716 habitantes, de los cuales 11095 eran hombres y 11621 eran mujeres. Madhira tiene una tasa media de alfabetización del 79,92%, superior a la media estatal del 67,02%: la alfabetización masculina es del 85,78%, y la alfabetización femenina del 74,38%.